# Textura cristalográfica
En cristalografía, la textura cristalográfica es la distribución de orientaciones cristalinas en un policristal. Dicha distribución de orientaciones es una consecuencia de las condiciones de formación del policristal. Puesto que en general las condiciones de formación son altamente direccionales, el término "textura cristalográfica" hace referencia también a la orientación preferencial de los cristales en un material policristalino. En la petrología el término textura refiere a la apariencia física como tamaño de granos, forma, arreglo y configuración, tanto a nivel macroscópico como microscópico. Las texturas pueden cuantificarse de muchas maneras. Una de formas más comunes de cuantificar texturas es analizando las distribución de tamaños de granos.
Un material que no posee una orientación preferencial, sino que posee una distribución aleatoria de orientaciones, se conoce como material atexturado o equiaxial. El caso contrario, es aquel del monocristal, en el cual, por definición, sólo una orientación es posible.

## Técnicas de caracterización
Existen diversos métodos de caracterización de la textura cristalográfica. Según la necesidad particular, la textura cristalográfica se caracteriza mediante difracción de rayos X, difracción de neutrones, o difracción de electrones por retrodispersión (EBSD). El método más empleado es el de la medición de figuras de polos por difracción de rayos X en un goniómetro de texturas. Sin embargo, el avance de la técnica EBSD que permite medir automáticamente una gran cantidad de orientaciones individuales, así como la adaptabilidad de la técnica de difracción de neutrones para los ensayos in-situ, han provocado el incremento en la utilización de estas técnicas.

## Análisis cuantitativo
La textura cristalográfica es descrita cuantitativamente mediante la función de distribución de orientaciones ({\displaystyle FDO}). La {\displaystyle FDO} es una función tridimensional definida como la fracción de volumen de material que posee una orientación cristalográfica {\displaystyle {\boldsymbol {g}}}:
{\displaystyle FDO({\boldsymbol {g}})={\frac {1}{V}}{\frac {dV}{dg}}.}